# Florence Aylward
Pour les articles homonymes, voir Aylward.
Florence Aylward, née le 10 mars 1862 à Brede et morte le 14 octobre 1950 à St Leonards-on-Sea, est une compositrice anglaise connue pour ses ballades.

## Biographie

### Jeunesse
Aylward nait le 10 mars 1862 au Brede Rectory à Brede, East Sussex, Angleterre, fille du recteur de Brede, Augustus Aylward et de son épouse Mary qui était la fille aînée de Thomas Frewen de Brickwall dans le Sussex. Elle a pour ancêtre Richard Ayleward (en). Elle commence à composer à un âge précoce, accompagne les services religieux de son père à l'orgue dès l'âge de neuf ans, et ses chansons commencent à être interprétées lors de concerts locaux quand elle avait 12 ans. Elle suit dans son enfance des cours privés d'orgue et de piano. Aylward a étudié à la Guildhall School avec Henry Gadsby (en),.

### Carrière
Les premiers efforts de composition d'Aylward attirent l'attention de William Boosey, de l'éditeur Boosey & Hawkes. La première chanson d'Aylward à être publiée l'est en 1888, Day Dawn, sur des paroles d'Alice K. Sawyer tirées d'un poème de Victor Hugo. The Graphic la décrit comme une « ballade simple et gracieuse ». En 1890, un recueil de six de ses compositions pour soprano est publié sous le titre Album of Six Songs, recueil qui comprend The Boat of My Lover, An Egyptian Lament" et The Milkmaid's Song.
Au total, elle publie au moins 150 chansons. Une cinquantaine sont répertoriées dans le Universal Handbook of Musical Literature de Padzírek.
Elle meurt le 14 octobore 1950 à St Leonards dans le Sussex.

### Vie personnelle

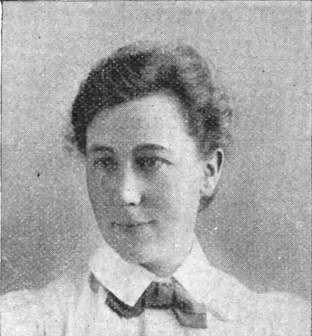
Florence Aylward (1895)

Aylward a épousé Harold Kinder, un architecte, en 1881 à Rye, Sussex. Ils ont eu un fils, Harold, né en 1886. Le mari d'Aylward meurt en 1940.

## Œuvres
- Beloved it is morn
- Call of Life
- Love's Coronation
- Made a Man
- Morning and You!
- Song of the Bow
- Thrush to his Love
- For your sake
- The Country Faith
- Deep in my heart a lute lay hid
- The bird I love the best [11]
- Vitai Lampada (1900, paroles d'Henry Newbolt )